# Wahlenbergia intermedia
Wahlenbergia intermedia är en klockväxtart som beskrevs av Alexander Zahlbruckner. Wahlenbergia intermedia ingår i släktet Wahlenbergia och familjen klockväxter. Inga underarter finns listade i Catalogue of Life.